# Sorex samniticus
Il toporagno appenninico (Sorex samniticus Altobello, 1926) è un mammifero insettivoro della famiglia dei Soricidi.
Veniva un tempo considerato una sottospecie di toporagno comune (Sorex araneus samniticus), tuttavia al giorno d'oggi la maggior parte degli studiosi è concorde nell'esattezza di una classificazione tassonomica che contempli l'animale come specie a sé stante.

## Descrizione

### Dimensioni
Misura circa 8 cm di lunghezza, di cui poco più della metà spettano alla coda, per un peso di circa 7 grammi.

### Aspetto
Il pelo è corto e folto, di colore grigio-brunastro e dall'aspetto lucido: il muso è allungato, conico e di colore carnicino, ricoperto da numerose vibrisse, mentre le corte zampe sono ricoperte di rado pelo grigiastro.

## Biologia
Si tratta di animali solitari, piuttosto territoriali e catadromi: suddividono, cioè, la loro attività fra periodi alternati di veglia e di riposo. Costruiscono le loro tane nelle buche del terreno, nelle cavità fra le radici, tra le pietre o nei rami cavi delle piante.

### Alimentazione
Si nutre di una grande varietà di piccoli animali di cui va alla ricerca tra il fogliame sparso sul suolo o scavando superficialmente il terreno con l'aiuto del muso e dei baffi sensibilissimi: ha dieta prevalentemente insettivora e si nutre di coleotteri, vermi, larve, ragni, tarli del legno e lumache. All'occorrenza, tuttavia, può mangiare anche frutta, bacche e ghiande.

Per nascondere il cibo, è solito scavare delle gallerie (o, più spesso, impossessarsi delle tane di altri piccoli animali, scacciandone od uccidendone il proprietario) per poter accumulare le riserve di cibo in eccesso e mangiare indisturbato, al sicuro dai numerosi predatori che potrebbero insidiarlo in superficie.

### Riproduzione
La femmina, dopo tre settimane circa di gestazione, dà alla luce una media di sei cuccioli: i piccoli sono inizialmente ciechi e vengono accuditi dalla madre fino allo svezzamento, che avviene attorno alla settimana di vita, mentre a due settimane gli occhi sono aperti e l'animale è in grado di vedere. Al momento dello svezzamento, il piccolo ha una dentatura che conserverà per tutta la vita: l'aspetto dei suoi denti, giudicandone lo stato di usura, è un elemento assai utile per stabilire l'età approssimativa di ciascun animale. Gli individui anziani (di età superiore all'anno) hanno i denti talvolta così consumati che spesso non riescono a mangiare cibo a sufficienza e muoiono d'inedia.

## Distribuzione e habitat
Con due sottospecie (Sorex samniticus garganicus, un tempo considerata anch'essa sottospecie di Sorex araneus, e Sorex samniticus samniticus) la specie è endemica dell'Italia, dove la si trova principalmente, come intuibile dal nome, sulla catena appenninica, dalla Liguria alla Calabria, mentre è del tutto assente dalle isole, dall'Italia settentrionale a nord della Pianura Padana e dalla penisola salentina.

Il suo habitat naturale è costituito dalle aree di sottobosco ad altitudini comprese tra i 300 e i 1160 m sul livello del mare.